# Charles Edward Maurice Lloyd
Charles Edward Maurice Lloyd, avstralski general, * 2. februar 1899, † 31. maj 1956.